# Shin'yō (lancha suicida)
Para el portaaviones, véase Shin'yō (神鷹).

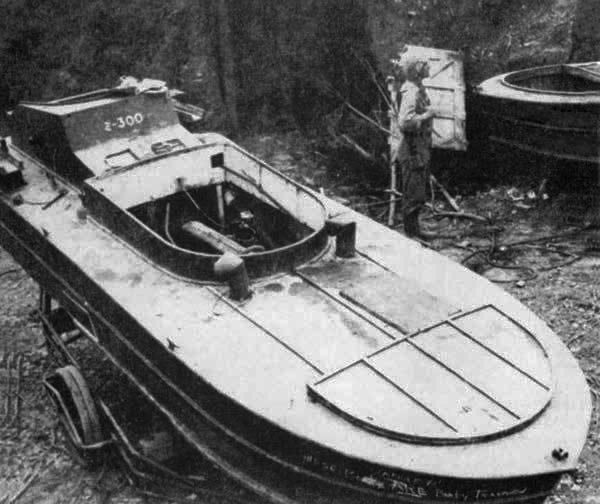
Lancha suicida japonesa tipo Shin'yō en 1945.

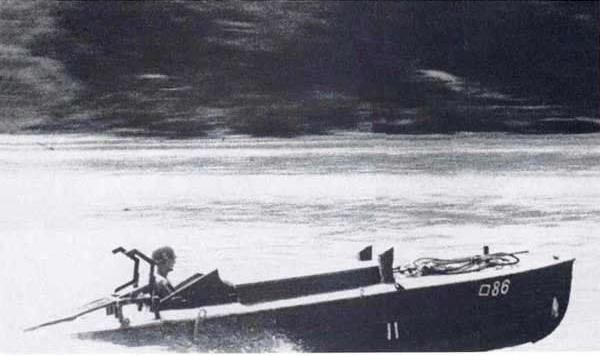
Soldado estadounidense probando una Shin'yō.

Las Shin'yō (震洋?  ,"maremoto") fueron lanchas rápidas suicidas desarrolladas por Japón durante la Segunda Guerra Mundial. Eran parte del amplio programa de Unidades Especiales de Ataque japonesas, forma con que se designaba a las armas específicamente diseñadas para ser usadas como kamikaze, es decir, como armas suicidas.

## Características
Estas lanchas rápidas eran manejadas por un único hombre, alcanzando velocidades de alrededor de 55 km/h. Usualmente estaban equipadas con dos cargas de profundidad, o una carga explosiva en el casco. Las equipadas con cargas de profundidad no eran estrictamente lanchas suicidas, ya que la idea era lanzar las cargas de profundidad y virar antes de la explosión. De todos modos, la onda de choque y posterior columna de agua muy posiblemente matarían al tripulante o al menos inundarían la lancha.
Alrededor de 6200 Shin'yō fueron creadas para la Armada Imperial Japonesa, y unas 3000 Maru-ni para el Ejército Imperial Japonés. Unas 400 fueron transportadas a Okinawa y Taiwán, siendo almacenado el resto en costas japonesas como última defensa ante la invasión de las islas principales.

## Resultados operativos
- 10 de enero de 1945: hundimiento de los vehículos de desembarco estadounidenses USS LCI(G)-365 y USS LCI(M)-974 en el Golfo de Lingayen, isla de Luzón, Filipinas.
- 31 de enero de 1945: hundimiento del cazasubmarinos USS PC-1129, frente a Nasugbu, isla de Luzón, Filipinas.
- 16 de febrero de 1945: hundimiento de los vehículos de desembarco estadounidenses USS LCS(L)-7, USS LCS(L)-26 y USS LCS(L)-49 frente a Mariveles, canal de Corregidor, isla de Luzón, Filipinas.
- 4 de abril de 1945: hundimiento de los vehículos de desembarco estadounidenses USS LCI(G)-82 y USS LSM-12, en Okinawa.
- 27 de abril de 1945: daños al destructor estadounidense clase Fletcher USS Hutchins (DD-476), en Buckner Bay, Okinawa, deshabilitándolo para el resto de la guerra.